# Yvoy-le-Marron
Yvoy-le-Marron är en kommun i departementet Loir-et-Cher i regionen Centre-Val de Loire i de centrala delarna av Frankrike. Kommunen ligger i kantonen Lamotte-Beuvron som tillhör arrondissementet Romorantin-Lanthenay. År 2022 hade Yvoy-le-Marron 757 invånare.

## Befolkningsutveckling
Antalet invånare i kommunen Yvoy-le-Marron
| Referens: INSEE |